# آئویاما تاداناگا
آئویاما تاداناگا ((به ژاپنی: 青山 忠良 Aoyama Tadanaga); ۲۷ مهٔ ۱۸۰۶ – ۱۳ دسامبر ۱۸۶۴) سیاستمدار و روجو در دوره ادو اهل ژاپن بود.